# Zine El-Abidine Ben Ali
Zine El-Abidine Ben Ali (in arabo زين العابدين بن علي‎?, Zayn al-ʿĀbidīn bin ʿAlī; Ḥammām Sūsa, 3 settembre 1936 – Gedda, 19 settembre 2019) è stato un militare e politico tunisino.
È stato il secondo presidente della Repubblica di Tunisia dal 7 novembre 1987, succedendo a Habib Bourguiba con un colpo di Stato. Il suo mandato, protrattosi per più legislature, si è concluso dopo 23 anni, il 14 gennaio 2011, quando un crescendo di proteste popolari, iniziate nel 2010, ha condotto Ben Ali all'esilio in Arabia Saudita.

## Biografia
Ben Ali nacque a Hammam Sousse (Ḥammām Sūsa) il 3 settembre 1936. Mentre era studente alla scuola secondaria di Susa si unì alla resistenza contro il dominio coloniale francese, svolgendo funzioni di collegamento con il partito regionale Neo-Dustur: per questo fu temporaneamente espulso dalla scuola e imprigionato.
Al termine della scuola secondaria Ben Ali andò a frequentare in Francia l'École spéciale militaire de Saint-Cyr, poi l'École d'application de l'artillerie de Châlons-sur-Marne, in Francia, la Senior Intelligence School in Maryland e la School for Anti-Aircraft Field Artillery in Texas. La sua carriera militare professionale iniziò nel 1964 come ufficiale dello Stato Maggiore tunisino, ed in questo periodo fondò il Dipartimento della Sicurezza militare e ne diresse le operazioni per 10 anni. Brevemente servì come addetto militare in Marocco e in Spagna prima di essere nominato Direttore Generale della Sicurezza nazionale nel 1977. Nel 1980 fu nominato ambasciatore a Varsavia, in Polonia, dove rimase quattro anni. Fu poi ministro degli Interni ad interim, prima di essere nominato ministro dell'Interno effettivo il 28 aprile 1986 e poi Primo Ministro dal presidente Habib Bourguiba, nell'ottobre 1987.

### Colpo di Stato "medico"
Ben Ali divenne Presidente della Repubblica di Tunisia il 7 novembre 1987, dopo aver facilmente convinto i medici di Bourguiba a dichiarare che il "Presidente a vita" era inabile e incapace di adempiere i doveri della presidenza. La transizione si svolse in modo pacifico, in conformità con l'articolo 57 della Costituzione tunisina. Lo Stato era sull'orlo del collasso economico (inflazione al 10%, debito estero che raggiungeva il 46% del PIL) e a rischio di un attacco militare da parte dell'Algeria, cui si aggiunse l'asserita scoperta di un progetto di colpo di Stato da parte del fondamentalista Movimento della Tendenza Islamica - originariamente noto come Azione Islamica prima di assumere la denominazione di Ḥaraka al-ittijāḥ al-Islāmī - Mouvement de la Tendence Islamique (MTI) e poi, nel 1989, di Ḥizb al-Nahḍa (Movimento della Rinascita), o Ennahda, poi rimastogli - per il quale 76 membri dell'organizzazione furono condannati nel 1987.
In quello che passò alla storia come il "colpo di Stato medico", fu agevolato da alcuni servizi segreti tra cui il SISMI su indicazione di Bettino Craxi. Nel 1999 Fulvio Martini, ex capo del servizio segreto militare italiano, ha dichiarato ad una commissione parlamentare che "nel 1985-1987 abbiamo organizzato una sorta di golpe in Tunisia, mettendo il presidente Ben Ali come capo di Stato in sostituzione di Bourguiba". L'ottantaquattrenne Bourguiba, anche se era un simbolo della resistenza anticoloniale, era stato ritenuto non più in grado di governare il suo paese per il suo precario stato di salute mentale e la sua reazione all'integralismo islamico era stata ritenuta "un po' troppo energica" da Martini.

### Regime autoritario

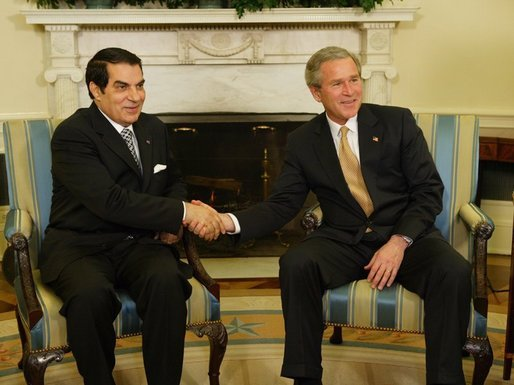
Ben Ali e George W. Bush, Washington 2004.

Il nuovo leader proseguì la politica filo-occidentale del predecessore.
Sotto la sua presidenza l'economia tunisina nel 2007 si è classificata al primo posto in termini di competitività economica in Africa, secondo il World Economic Forum. In termini di libertà, le organizzazioni non governative e i media stranieri hanno regolarmente criticato la sua politica in materia di diritti umani, l'inclinazione verso la dittatura, compresa la repressione dei suoi oppositori, e gli attacchi alla libertà di stampa. Il suo regime è stato anche caratterizzato da una generalizzazione della corruzione, della quale ha beneficiato in primo luogo la famiglia della sua seconda moglie Leila, i Trabelsi, descritta dagli osservatori come "un clan para-mafioso". La sua fortuna personale, stimata in cinque miliardi di euro depositati in conti esteri o investiti nel settore immobiliare, sarebbe soprattutto il risultato di appropriazione indebita effettuata durante i 23 anni della sua presidenza.
Nel 1988 Ben Ali sciolse il Partito Socialista Desturiano, costituendo al suo posto il Raggruppamento Costituzionale Democratico (RCD), che ha dominato la scena politica nazionale dal 1987 al 2010: nel 1999, in occasione delle prime elezioni presidenziali con due candidati, il partito ottenne una percentuale "bulgara" del 99,66% dei suffragi. Nel 2002 - in flagrante contraddizione con quanto aveva promesso in occasione della sua deposizione di Bourguiba - Ben Ali impose come il suo predecessore una riforma costituzionale che abolì ogni limite di durata alla carica presidenziale, permettendo la sua rielezione nel 2004 con il 94,5% dei consensi.

### Fine del regime
A partire dal dicembre 2010 una serie di proteste popolari si è allargata a numerose città della Tunisia. I partecipanti sono scesi in piazza per manifestare contro disoccupazione, rincari alimentari, corruzione e cattive condizioni di vita. Le proteste, iniziate nel dicembre 2010, hanno costituito la più drammatica ondata di disordini sociali e politici in tre decenni e hanno provocato decine di morti e feriti. Ben Ali si è trovato quasi sorpreso e spiazzato da quest'insurrezione popolare, in quanto sino a quel momento mai nessuno avrebbe potuto osare così tanto, per timore di una repressione violenta da parte delle forze di polizia. Questa volta l'impresa di eliminare dalla scena politica Ben Ali apparve invece possibile.

In uno scenario pieno di continui scontri (alla fine si conteranno più di 100 vittime tra civili e forze armate), il 14 gennaio 2011 il presidente ha infine abbandonato il Paese, fuggendo in volontario esilio a Jedda, in Arabia Saudita.
Dopo le rivolte ha subito numerose condanne in contumacia fra cui l'ergastolo per la morte di alcuni manifestanti.
Muore il 19 settembre 2019 in una clinica di Jedda dove era ricoverato da una settimana.

## Vita privata
Zine el-Abidine Ben Ali si sposò la prima volta nel 1964 con Naïma Kefi, con la quale ebbe tre figlie: Ghazoua (1963), Dorsaf (1965), Cyrine (1971). Dopo aver divorziato nel 1988, nel 1992 si risposò con Leila Trabelsi, una donna che aveva già conosciuto a metà degli anni ottanta, quando era ministro degli Interni, Ebbe altri tre figli: Nesrine (1987), Halima (1992), Mohamed (2005).

## Onorificenze

### Altre onorificenze[25]
- 25 gennaio 1989 - Prix Louise Michel - Démocratie et Droits de l'Homme dell'Institut Français d'Etudes Politiques et Sociales
- 9 dicembre 1989 - Médaille d'Honneur dell'Institut International de Droit Humanitaire
- 18 giugno 1992 - Quadro "Alba Nuova" dell'Istituto Superiore della Difesa delle Tradizioni in Sicilia (Palermo - Italia)
- 31 marzo 1993 - Man of the Year 1992 del Magazine "Al Ithnayn"
- 28 giugno 1994 - Médaille Décernée aux Chefs d'Etat dei Lion's Clubs
- 20 gennaio 1994 - Premio Telamone della Pace per l'Anno 1994 del Consiglio Direttivo del Centro di Programmazione dell'Azione Sociale del Comune di Agrigento (Agrigento -Italia)
- 21 marzo 1995 - Prix de l'Organisation Mondiale du Mouvement Scout
- 9 novembre 1995 - Prix Symbolique dell'Association Française "Deux mains pour l'enfance" (Francia)
- 26 febbraio 1996 - Medaglia d'Oro dell'Organizzazione Mondiale della Sanità
- 3 settembre 1996 - Distinzione di Merito Olimpico dell'Associazione dei Comitati Olimpici Nazionali
- 21 maggio 1996 - Alta Onorificenza della Federazione Internazionale delle Associazioni dei Donatori di Sangue
- 7 dicembre 1996 - Emblema dei Clubs Rotary International
- 19 dicembre 1996 - Prix du Mérite du C.S.S.A. - Conseil Supérieur du Sport en Afrique
- 2 aprile 1997 - Medaglia d'Oro delle Società della Mezzaluna e della Croce Rosse alla 7ª Conferenza Mediterranea
- 20 maggio 1997 - Medaglia dell'Associazione Internazionale Numismatici Professionisti
- 12 febbraio 1997 - Premio della Pace del Centro Italiano delle Relazioni Internazionali